# 8월 6일
8월 6일은 그레고리력으로 218번째(윤년일 경우 219번째) 날에 해당한다.

## 사건
- 1623년 - 교황 우르바노 8세, 235대 로마 교황 취임.
- 1806년 - 마지막 신성 로마 황제 프란츠 2세가 퇴위하면서 신성 로마 제국이 해체.
- 1825년 - 볼리비아가 페루로부터 독립하다.
- 1890년 - 미국 뉴욕주 오번 교도소서 전기의자를 이용한 사형 세계 최초로 집행.
- 1945년 - 미국이 일본 히로시마에 원자 폭탄 리틀 보이를 투하하다.
- 1949년 - 장제스(蔣介石) 총통 첫 대한민국 방문.
- 1949년 - 대한민국, 병역제도를 모병제에서 징병제로 개정.
- 1953년 - 월북시인 임화(林和), 조선민주주의인민공화국에서 '미국의 스파이'로 몰려 처형
- 1962년 - 자메이카가 영국으로부터 독립하다.
- 1975년 - 유엔 안보리, 남한의 유엔가입안 부결.
- 1997년 - 대한항공 801편 여객기가 괌 아가나 국제공항에 착륙 중 추락, 228명 사망, 26명 생존.
- 2001년 - 인천국제공항 유휴지 개발 민간사업자 선정 특혜의혹 관련 청와대 관계자 개입 확인.

## 문화
- 1932년 - 제1회 《베니스 영화제》 개막.
- 1961년 - 소련, 제2호 유인 우주선 발사에 성공.
- 1962년 - 서울 광화문우체국 개국.
- 1983년 - 여의도에 6.25 이산가족 상봉을 위한 `만남의 광장' 개설.
- 1991년 - 팀 버너스리가 월드 와이드 웹에 대한 아이디어를 공개하다.
- 1993년 - '93 대전 EXPO, `새로운 도약에의 길' 이란 주제로 개막.
- 1994년 - 대전광역시 EXPO 과학공원 개장.
- 2002년 - 김유정문학촌 개관.
- 2009년 - 인도네시아 부톤섬에서 토속어인 찌아찌아어를 표기할 공식문자로 한글 도입.
- 2022년 - 재구조화 공사를 마친 광화문광장이 착공 21개월만에 개장하다.

## 탄생
- 1180년 - 일본의 제82대 천황 고토바 천황. (~1239년)
- 1365년 - 조선 태종의 왕비, 세종의 어머니 원경왕후. (~1420년)
- 1667년 - 스위스의 수학자 요한 베르누이. (~1748년)
- 1697년 - 신성 로마 제국의 황제 카를 7세. (~1745년)
- 1766년 - 영국의 물리학자, 화학자 윌리엄 하이드 울러스턴. (~1828년)
- 1775년 - 루이앙투안 다르투아. (~1844년)
- 1829년 - 영국의 화가 존 에버렛 밀레이. (~1896년)
- 1858년 - 조선의 친일 관료 최석민. (~1915년)
- 1881년 - 영국 생물학자 알렉산더 플레밍. (~1955년)
- 1888년 - 중화민국의 정치인 오쓰키 가오루. (~1970년)
- 1903년 - 대한민국의 기업인, 교육인 박흥식. (~1994년)
- 1905년 - 소련의 정치가 김병화. (~1974년)
- 1908년 - 조선민주주의인민공화국의 예술인 강호. (~1984년)
- 1911년
  - 미국의 배우 겸 연극감독 루실 볼. (~1989년)
  - 대한민국의 기업가 허정구. (~1999년)
- 1913년 - 일본의 배우 소노이 케이코. (~1945년)
- 1926년 - 독일의 명목상의 모리츠 폰 헤센. (~2013년)
- 1928년
  - 대한민국의 기업인 정세영. (~2005년)
  - 대한민국의 외무공무원 및 사회기관단체인 최필립. (~2013년)
  - 미국의 예술가 앤디 워홀. (~1987년)
- 1933년
  - 태국의 제49대 총리 수찐다 끄라쁘라윤. (~2025년)
  - 독일의 축구 선수 울리히 비징거. (~2011년)
- 1946년 - 오스트리아의 배우 페터 지모니셰크. (~2023년)
- 1950년 - 대한민국의 전 가수, 대중음악가 이연실.
- 1951년 - 대한민국의 정치인 박상희.
- 1955년 - 대한민국의 정치인 여인국.
- 1957년 - 대한민국의 성우 정경애. (~1997년)
- 1959년
  - 일본의 정치인 다루토코 신지.
  - 중화민국의 외과 의사 정치인 커원저.
- 1960년
  - 일본의 전 야구 선수 모리와키 히로시.
  - 대한민국의 가수 진성.
- 1962년 - 말레이시아의 배우 양자경.
- 1963년
  - 미국의 해커 케빈 미트닉. (~2023년)
  - 일본의 성우, 배우 단 토모유키.
- 1965년
  - 일본의 야구 선수, 야구 감독 후루타 아쓰야.
  - 일본의 작곡가, 음악 프로듀서 카지우라 유키.
- 1966년 - 형제인 랜드 밀러와 함께 사이언 월드(초기 사이언)의 공동 창립자 로빈 밀러.
- 1969년 - 미국의 싱어송라이터 엘리엇 스미스. (~2003년)
- 1970년
  - 대한민국의 성우 안용욱.
  - 일본의 전 축구 선수 아키타 유타카.
  - 미국의 영화감독 M. 나이트 샤말란.
- 1971년 - 대한민국의 배우 서혜린.
- 1972년
  - 대한민국의 만화가 김수용.
  - 영국의 가수 제리 할리웰.
  - 아일랜드의 배우 제이슨 오마라.
- 1973년
  - 대한민국의 전 야구 선수 곽현희.
  - 대한민국의 앵커, 기자 왕종명.
  - 미국의 배우 베라 파미가.
  - 대한민국의 전 아나운서, 기자, 방송인 성문규.
- 1974년 - 대한민국의 정치인 박주희.
- 1975년
  - 대한민국의 정치인 김태우.
  - 오스트리아의 알파인 스키 선수 레나테 괴칠.
- 1978년
  - 대한민국의 배우 이지아.
  - 대한민국의 야구 선수 신명철.
- 1979년 - 대한민국의 배우 김민주.
- 1980년
  - 독일의 축구 선수 로만 바이덴펠러.
  - 대한민국의 가수, 작곡가 윤채.
  - 대한민국의 바둑 기사 이승현.
- 1981년
  - 대한민국의 배우 손무.
  - 코트디부아르의 축구 선수 압둘 카데르 케이타.
- 1982년
  - 대한민국의 가수 오윤혜.
  - 미국의 배우 라이언 사이펙.
- 1983년 - 네덜란드의 축구 선수 로빈 판 페르시.
- 1984년
  - 대한민국의 양궁 선수 최현주.
  - 프랑스, 모로코의 가수, 댄서, 배우 소피아 에사이디.
- 1985년
  - 대한민국의 배우 최광제.
  - 대한민국의 무용가 최수진.
- 1986년
  - 대한민국의 마술사 최현우.
  - 중화인민공화국의 유도 선수 위쑹.
- 1987년 - 대한민국의 배우 하연주.
- 1988년 - 일본의 배우 쿠보타 마사타카.
- 1989년
  - 튀니지의 축구 선수 아이멘 압덴누르.
  - 대한민국의 전 야구 선수 손동욱.
- 1990년
  - 일본의 가수 니카이도 타카시 (Kis-My-Ft2).
  - 미국의 살인 피해자 존베네 램지. (~1996년)
  - 대한민국의 기자 홍진아.
  - 대한민국의 전 야구 선수 노수광.
- 1992년
  - 대한민국의 가수 별사랑.
  - 대한민국의 배우 한건유.
  - 일본의 성우 오오니시 사오리.
  - 일본의 유도 선수 쓰노다 나쓰미.
- 1993년
  - 일본의 가수 이시하라 카오리.
  - 미국의 모델, 배우 샬럿 매키니.
  - 미국의 싱어송라이터 예지.
- 1994년
  - 대한민국의 가수 태리.
  - 대한민국의 핸드볼 선수 원선필.
- 1996년
  - 대한민국의 배우 진예주.
  - 중화인민공화국의 바둑 기사 판팅위.
- 1997년
  - 대한민국의 가수 키세스.
  - 프랑스의 축구 선수 마르퀴스 튀람.
- 1998년 - 대한민국의 야구 선수 고우석.
- 1999년
  - 대한민국의 성우 손정민.
  - 대한민국의 축구 선수 정호진.
- 2001년 - 미국의 배우 타이 심프킨스.
- 2003년 - 대한민국의 가수 윤서연.

## 사망
- 258년 - 제24대 로마의 교황 교황 식스토 2세. (?~)
- 1660년 - 에스파냐의 화가 디에고 벨라스케스. (1599년~)
- 1962년 - 대한민국의 화가 심형구. (1908년~)
- 1973년 - 쿠바의 정치인 풀헨시오 바티스타. (1901년~)
- 1978년
  - 일제강점기 군인 출신 대한민국의 정치인, 교육자 김석원. (1893년~).
  - 제262대의 교황 교황 바오로 6세. (1897년~)
- 1995년 - 대한민국의 변호사, 법조인, 정치인 김수. (1938년~)
- 1997년
  - 대한민국의 조종사 박용철. (1950년~)
  - 대한민국의 정치인 신기하. (1941년~)
  - 대한민국의 성우 장세준. (1957년~)
  - 대한민국의 성우 정경애. (1957년~)
- 1998년 - 프랑스의 수학자 앙드레 베유. (1906년~)
- 2006년
  - 일본의 성우 스즈오키 히로타카. (1950년~)
  - 대한민국의 미스코리아 손민지. (1979년~)
- 2007년 - 대한민국의 가수 홍성민. (1964년~)
- 2009년 - 미국의 영화 감독 존 휴스. (1950년~)
- 2015년 - 대한민국의 동양화가 천경자. (1924년~)
- 2019년 - 인도의 정치인 수시마 스와라지. (1952년~)
- 2021년 - 대한민국의 군인 겸 정치인 윤용남. (1940년~)
- 2024년 - 미국의 이론물리학자 제임스 비요르켄. (1934년~)

## 기념일
- 자예드 빈 술탄 알 나얀 취임일: 아랍에미리트
- 타나바타 마쓰리(영어판)의 시작일: 일본 센다이
- 히로시마 평화 기념 행사: 일본 히로시마
- 독립기념일: 볼리비아, 자메이카
- 주님의 거룩한 변모 축일: 로마 가톨릭교회

## 같이 보기
- 전날: 8월 5일 다음날: 8월 7일 - 전달: 7월 6일 다음달: 9월 6일
- 음력: 8월 6일
- 모두 보기